# Група вікових дубів (Запорізька область)
Група вікових дубів — ботанічна пам'ятка природи місцевого значення. Об'єкт розташований на території Запорізького району Запорізької області, Крутоярівське лісництво, квартал №17.
Площа — 2 га, статус отриманий у 1972 році.